# XO-1

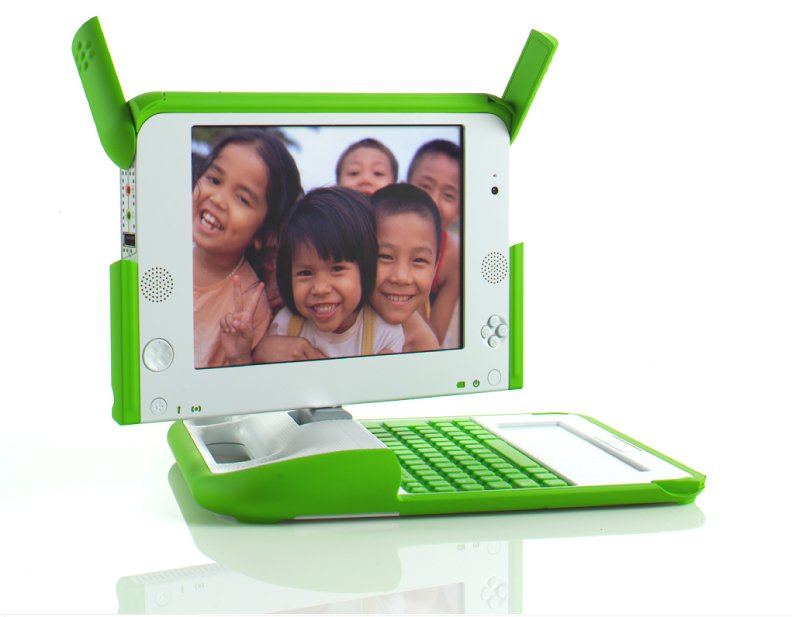

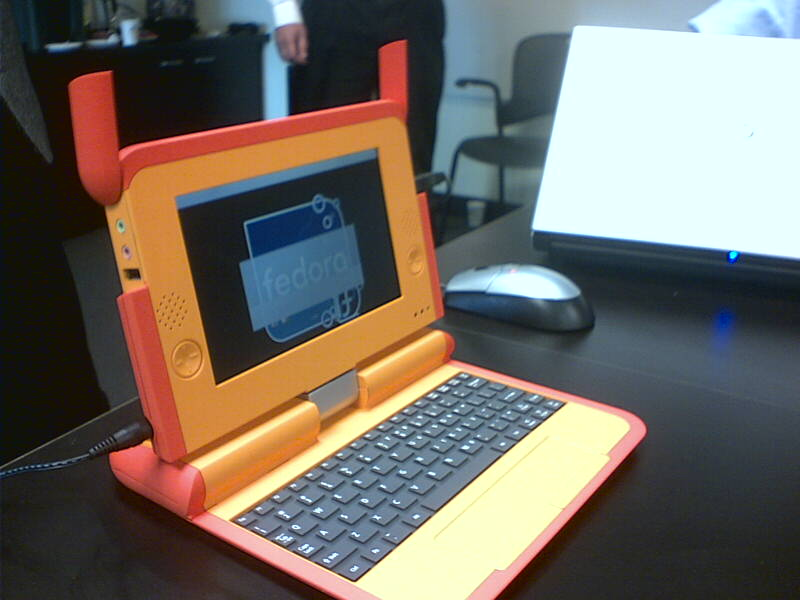
2006년 5월에 공개된 최초의 모델

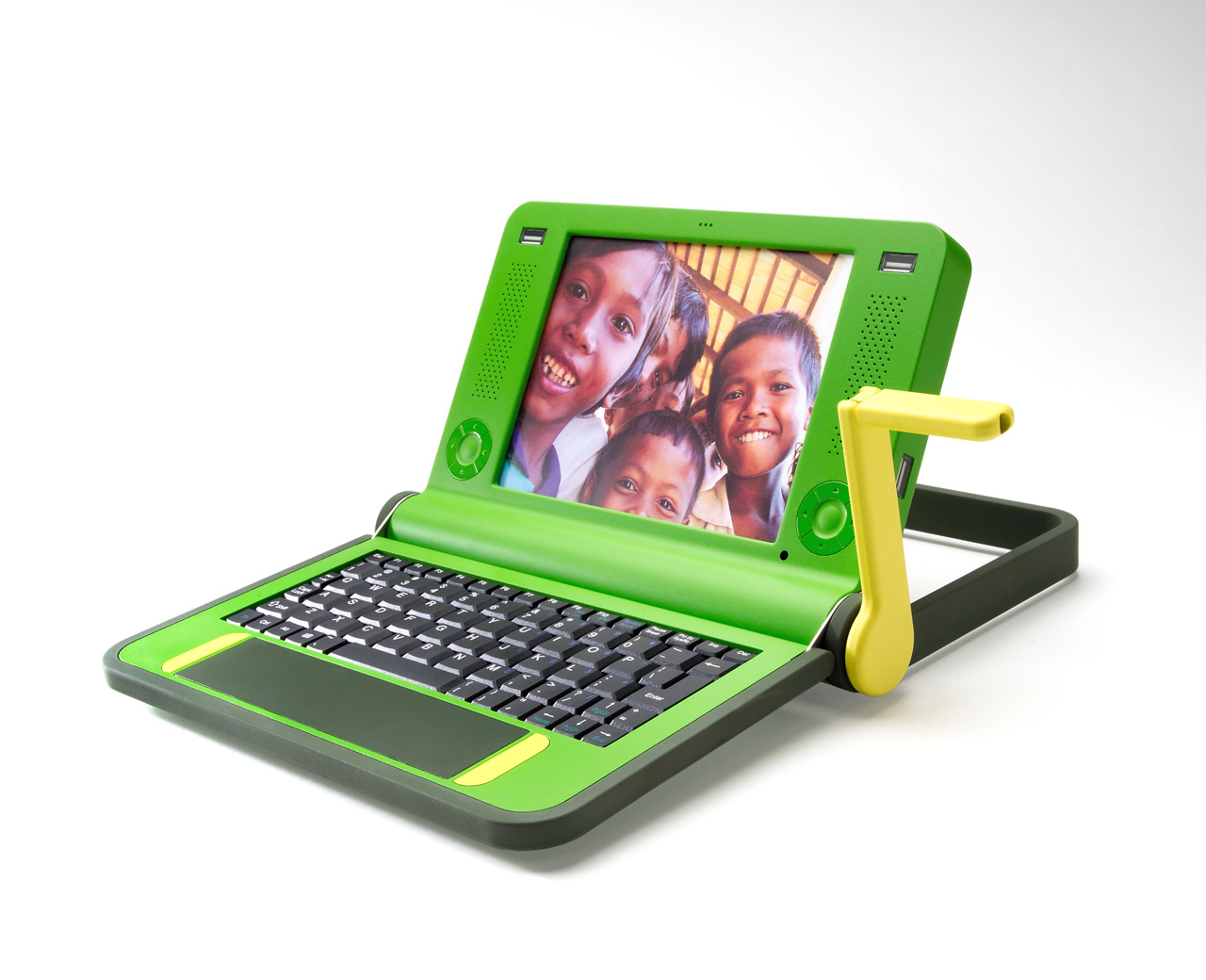
100달러 노트북의 외관

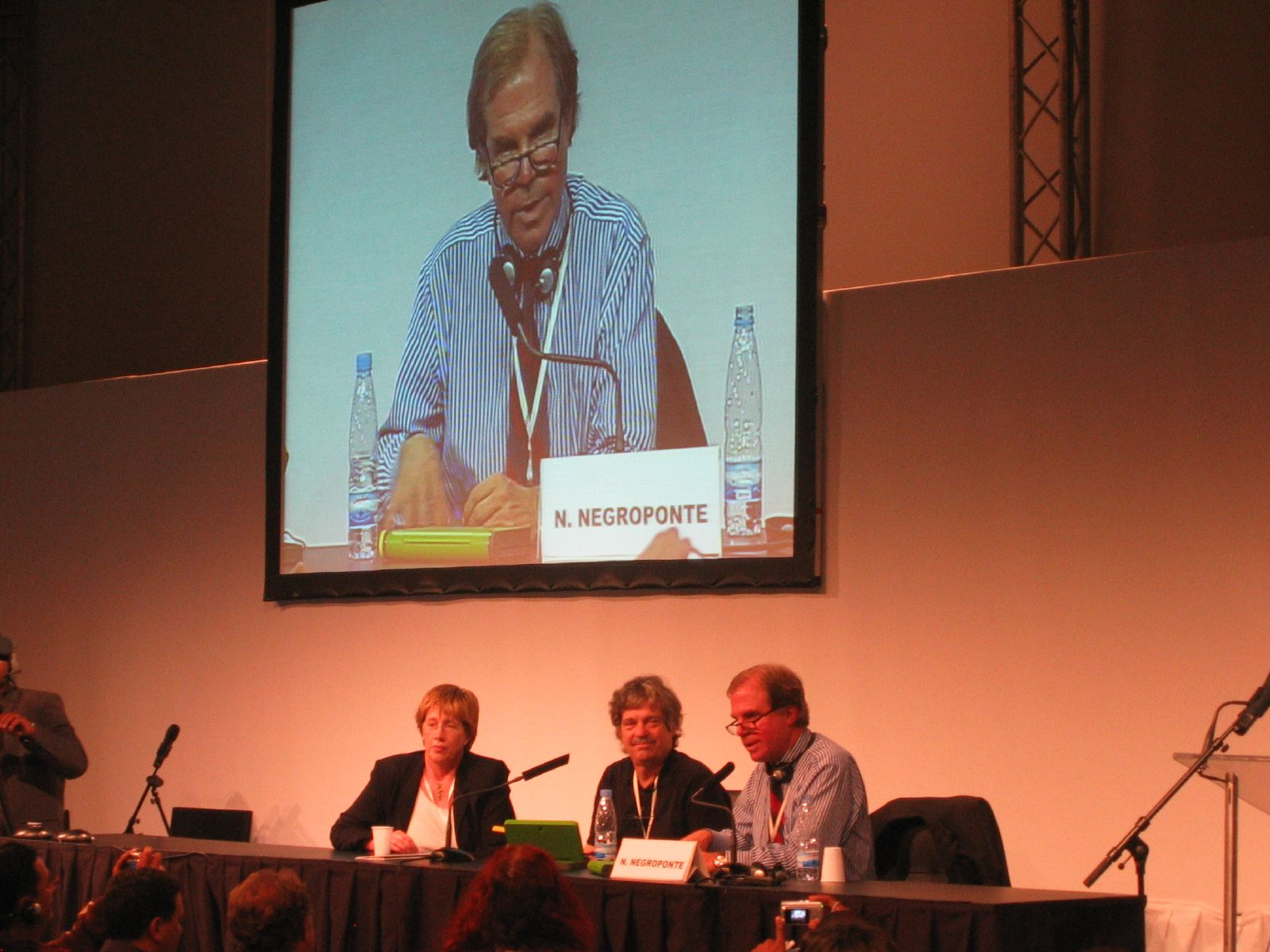
메리 루 젭센, 앨런 케이, 니콜라스 네그로폰테가 100달러 노트북의 구상을 발표하다.

XO-1 또는 100달러 노트북은 미국 델라웨어주에 있는 비영리 단체인 OLPC(One Laptop per Child)에 의해 개발된 어린이를 위한 노트북 컴퓨터이다. 타이완의 콴타 컴퓨터가 생산할 예정이며, 일반적인 시중 판매는 하지 않고 제3세계의 개발 도상국 국가들의 어린이를 위하며, 이들이 현대적인 정보와 교육의 기회를 주기 위한 프로젝트이다. 이 프로젝트는 비영리 단체 OLPC에 의해 주도 되고 있으며 MIT Medial Lab의 멤버들이 주축으로 활동하고 있다. OLPC는 이 프로젝트를 위해 디자인, 제조, 보급들의 역할을 수행하고 있다.
하드디스크 대신 충격에 강하며 저전력으로 움직이는 플래시 메모리를 사용하며 리눅스 기반의 운영체제로 움직인다. 임시 무선 네트워크 기술(Mobile ad-hoc networking)을 탑재하여 하나의 인터넷 연결로 다른 여러대의 컴퓨터의 네트워크 연결을 공유할 수 있으며 모질라 파이어폭스 등 다양한 오픈 소스 프로그램이 탑재된다. 이 노트북 컴퓨터는 하나의 컴퓨터를 한 명의 어린이에게 공급하는 것을 윈칙으로 학교에 정부를 통해 공급된다. 가격은 초반에 135~140달러 선이 될 것으로 예측하고 있으나 2008년까지 100$(USD)에 공급하는 것을 목표로 하고 있다. 2006년말에 천대의 초기모델이 만들어졌으며 본격적인 양산은 2007년 중반부터 가능할 것으로 계획하고 있다.

## 역사 및 현황
2005년 1월에 스위스 다보스에서 열린 세계 경제 포럼에서 이 프로젝트와 OLPC의 창설이 발표 되었다. 이 프로젝트에는 구글, 어드밴스트 마이크로 디바이시스(AMD), 레드햇, 뉴스코프, 브라이트스타 등 여러 기업들이 자금을 지원하고 있다. 이들 회사는 각각 2백만 달러씩을 기부하였다. OLPC의 회장은 니콜라스 네그로폰테이며 CTO는 메리 루 젭센이다.
OLPC는 세이무어 페이퍼트, 앨런 케이가 선구적으로 연구한 구조적 학습방법에 그 이론적 배경을 두고 있으며, OLPC의 회장인 니콜라스 네그로폰테의 저서 <디지털이다>에서 그 원칙이 잘 설명되어있다. 2005년 11월 16일 튜니지아, 튜니스에서 열린 세계 정보 협회 모임에서 100달러 노트북의 초기 모델을 최초로 선보였다. 이때부터 세계인의 많은 관심을 끌게 되었다. 이후 최초의 작동 초기 모델은 2006년 5월 23일에 선보였으며 2005년 12월 13일에는 퀀타 컴퓨터사가 ODM방식의 제조사로 선정되었다.

## 사양
2006년 6월 자료에 따르면 예정 사양은 다음과 같다 :
- 운영체제: 페도라 코어 기반
- CPU: AMD Geode GX2-500@1.1W(366 MHz)+AMD CS5536 South Bridge
- 메모리: 128 MB(Dual – DDR266 – 133 Mhz)
- 그래픽: CPU 내장, 시스템 메모리 공유.
- 저장 매체: 512MB~1GB SLC 낸드 플래시 메모리
- 디스플레이: 7.5"(19.3 cm) 듀얼 모드 TFT; 1200 × 900 (200 dpi)
- 입력: 컴퓨터 키보드, 터치패드, 3개 USB 포트.
- 오디오: Analog Devices AD1888 보관됨 2006-07-06 - 웨이백 머신
- 무선 네트워크: Marvell 88W8388 이 칩은 CPU의 전원이 꺼져 있더라도 매쉬 네트워크의 패킷을 자동 전달하는 능력을 가졌다.
- 외장 SD 카드 슬롯
- 스테레오 스피커 내장
- 마이크로폰 내장
- VGA급의 컬러 카메라가 디스플레이 왼편에 내장
- 3개의 외부 USB2 포트
- 전원공급장치: 직류입력, ±10–25 V 혹은 5셀 NiMH 충전지 팩, 22.8 watt-hour (82 KJ) 용량
- 제조단가: 약 100 (USD)

## 참여 국가
다음의 국가들은 현재 이 프로젝트에 참여하고 있으나 이러한 참여에 구속성은 없다. 노트북은 이들 정부에 판매될 것이며 "하나의 노트북을 한 명의 어린이마다"라는 정책을 펼칠 각 나라의 교육부를 통하여 보급될 것이다. 각 나라에서 이용될 노트북은 현지 사정에 맞추어 언어 및 소프트웨어가 현지화 될 것이다.
| 년도    | 확정수 (추정)   | 확정일           | 구매자                                   |
| ------- | --------------- | ---------------- | ---------------------------------------- |
| 2007    | 100,000         | 2007년 10월      | 우루과이                                 |
| 2007    | 15,000          | 2007년 11월 14일 | 버밍햄, 미국                             |
| 2007    | 260,000         | 2007년 12월 1일  | 페루                                     |
| 2007    | 50,000          | 2007년 12월 1일  | 멕시코 (멕시코 기업인 카를로스 슬림)     |
| 2007    | 167,000         | 2008년 1월 5일   | G1G1 2007 프로그램                       |
| 2008    | 65,000          | 2008년 5월 29일  | 콜럼비아(칼다스)                         |
| 2008    | +200,000        | 2008년 6월       | 우루과이                                 |
| 2008    | +30,000         | 2008년 10월      | 페루                                     |
| 2008    | 10,000          | 2008년 11월 10일 | 가나                                     |
| 2008    | 12,500          | 2009년 1월 9일   | G1G1 2008 프로그램                       |
| 2009    | 5,000           | 2009년 4월 24일  | 시에라리온                               |
| 2009    | 100,000         | 2009년 5월 14일  | 르완다                                   |
| 2009    | +160,000        | 2009년 10월 13일 | 우루과이(전체: 362,000 아이, 18000 교사) |
| 2010    | +260,000        | 2010년 3월 17일  | 페루                                     |
| +60,000 | 2010년 4월 13일 | 아르헨티나       |                                          |
| 전체    | 1,494,500       |                  |                                          |

한편 미국의 매사추세츠 주의 주지사 미트 롬니는 이 $100 노트북을 주의 모든 어린이에게 보급하는 내용을 골자로 한 법을 주의회에 제출하였다. 또한 나이지리아는 최초로 백만 대의 컴퓨터를 주문하였다.
2006년 10월 11일에 뉴욕타임즈지는 리비아정부가 백이십만 대의 컴퓨터를 어린이에게 공급하는 데 동의하였다고 보도하였으며. 2억5천만 달러에 달하는 인공위성 인터넷 접속과 학교당 한 대의 서버 및 기술지원을 포함하고 있다.
그러나 인도는 이 프로젝트를 거부하였다.

## 일반 시장 출시
2007년 12월말까지 Give One Get One 보관됨 2020-05-10 - 웨이백 머신 프로그램에 의해서 일반인도 구입할 수 있으나 상용으로 팔지 않고 OLPC 프로젝트 후원의 일종으로 2대를 주문하여 1대는 개발도상국 어린이에게 보내지는 방식이다.

## 같이 보기
- OLPC
- 노트북 컴퓨터
- 세이무어 페이퍼트
- 앨런 케이
- MIT
- 니콜라스 네그로폰테
- 심퓨터(Simputer) - 유사한 프로젝트를 추진중인 인도의 비영리단체 산하의 컴퓨터회사
- Classmate PC - 인텔이 추진중인 유사 프로젝트. 인텔 CPU와 윈도OS 탑재로 가격은 300달러 예정.